# Angiostrongylus cantonensis
 (mars 2023).
Espèce
Angiostrongylus cantonensis est une espèce de nématodes, dont l'adulte parasite les artères pulmonaires du rat et dont les larves au stade 3 peuvent évoluer chez l'espèce humaine en donnant la méningite angiostrongylienne à éosinophiles.

## Caractéristiques
A. cantonensis est un nématode parasite du genre Angiostrongylus. Les femelles mesurent 21 à 25 mm de long, tandis que les mâles mesurent 16 à 19 mm de long. Les vers matures vivent dans les artères pulmonaires des rats et pondent des œufs fertilisés qui se transforment en larves de premier stade. Ces larves migrent d'abord vers la trachée et sont ensuite dégluties et éliminées dans les excréments. Elles demeurent viables et infectieuses dans les excréments ou l'eau douce pendant plusieurs semaines. Le cycle de vie n'est complété que si ces larves sont ingérées par un mollusque (limaçons ou limaces), qui agit en tant qu'hôte intermédiaire. Environ deux semaines plus tard, les larves atteignent le stade de maturité, soit le troisième stade, c'est-à-dire qu'elles deviennent alors infectieuses pour le restant de la vie des mollusques. Les crevettes, les poissons, les crabes, les grenouilles, les planaires terrestres ou les varans peuvent dévorer les mollusques infectés et servir d'hôtes paraténiques. Les rongeurs ingèrent les mollusques ou les hôtes paraténiques et deviennent alors infectés. Chez l'humain (cul-de-sac épidémiologique), l'infection est causée par l'ingestion de la chair crue d'hôtes paraténiques ou intermédiaires contaminés ou par l'ingestion de légumes contaminés par des larves de troisième stade.

## Écologie et comportement
Le rat élimine avec ses matières fécales les larves du 1er stade, qui doivent obligatoirement séjourner chez un mollusque — hôte intermédiaire — pour aboutir à la larve du 3e stade, seule infectieuse pour l'hôte définitif. Différents mollusques terrestres et aquatiques peuvent jouer ce rôle, parfois relayés par certains crustacés d'eau douce qui servent d'« hôte paraténique » (crevettes, crabes de mangrove…). C'est en mangeant crus ces mollusques et crustacés, qui entrent dans la composition de diverses préparations culinaires traditionnelles, que l'humain s'infecte le plus souvent. Des crudités mal lavées cachant une limace infectée ou de l'eau de puits contaminés par des larves après la mort de mollusques parasités ont été incriminées dans les contaminations accidentelles. Libérées par la digestion, les larves franchissent la muqueuse intestinale et migrent par voie sanguine vers le cerveau où elles s'installent.

## Répartition
A. cantonensis existe à l'intérieur de la ceinture intertropicale : très répandu en Extrême-Orient, en Australie, dans toutes les îles du Pacifique, de l'Océan Indien et à Madagascar. Dans les années 1980, il a été signalé en Afrique, mais la contamination humaine y semble exceptionnelle, et dans les Caraïbes, où il est responsable de cas humains sporadiques, notamment à Cuba et en Martinique , et de contamination de voyageurs, notamment en Jamaïque et en République Dominicaine, destinations fortement touristiques.
Il a également été identifié à Hawaii, où plusieurs cas de contamination humaine ont été identifiés, et dans le sud ouest des États-Unis.

## Classification
L'espèce a été décrite en 1935 par le parasitologue chinois Chen Xin-tao (d) (1904-1977).

## Impact sanitaire
Les larves au stade 3 peuvent évoluer chez l'humain en donnant la méningite angiostrongylienne à éosinophiles.
Simple curiosité nosologique dans les régions où la contamination est purement accidentelle, la méningite angiostrongylienne devient endémo-épidémique dans toutes celles où cette contamination est liée à des coutumes alimentaires dangereuses (Thaïlande, Polynésie...).

### Clinique
- L'incubation muette dure 2 à 3 semaines.
- La période d'état est marquée par l'installation brutale d'un syndrome méningé typique auquel peuvent s'associer une atteinte des paires crâniennes (paralysie faciale, diplopie...) et des troubles de la sensibilité subjective (dysesthésies, paresthésies...). L'examen du LCR montre une forte éosinophilie, une hypercytorachie entre 100 et 500 éléments par mm³ et une albuminorachie modérée. L'éosinophilie sanguine est augmentée parallèlement aux environs de 30 %.
- L'évolution se fait presque toujours vers la résolution sans séquelles en quelques semaines.

Toutefois, l'issue n'est pas nécessairement heureuse. Selon divers titres de presse, en 2010, un patient australien serait devenu paraplégique après avoir ingéré une limace porteuse d'Angiostrongylus cantonensis. Il est décédé en 2018.

### Diagnostic
Le diagnostic repose sur la constatation de l'éosinophilie rachidienne, la notion de contexte épidémiologique et le mode d'évolution.

### Traitement
Le traitement est purement symptomatique.